# Селянська біднота
Селя́нська біднота́ — безземельні і малоземельні селяни, у яких доходу від свого господарства невистачає навіть для злиденного існування сім'ї, тому вони змушені продавати свою робочу силу або орендувати землю на кабальних умовах. Селянська біднота особливо зростає з розвитком капіталістичних відносин на селі. В умовах капіталізму витіснення дрібного виробництва великим стає масовим; у землеробстві воно призводить до розшарування селянства, розорення дрібних селян і перетворення їх у напівпролетарів. У капіталістичних країнах Б. с. становить значну частину селянства.
Всупереч фальшивим твердженням бурж. економістів і соціал-ревізіоністів про сталість дрібного с. г., в США за останні 15 років розорилось 1,3 млн фермерів. Серед 3 млн с.-г. робітників налічується 1 млн наймитів, які не мають постійного житла. У Франції кількість земельних власників скоротилася з 7 млн у 1924 до 2,7 млн у 1950. В Італії 4,2 млн бідних сел. сімей мають в середньому на двір лише 0,6 га землі.

## У Російській імперії, СРСР
У дореволюц. Росії бл. 65 % сел. господарств були безкінні і однокінні, безземельні і малоземельні. Чисельність Б. с. особливо зросла на поч. 20 ст. в результаті столипінської земельної реформи. Маси селян голодували, йшли з села шукати заробітку в наймах і сотнями тисяч гинули від хвороб, епідемій та голоду.
В Україні до 1917 налічувалось 2,3 млн бідних сел. господарств, у тому числі 1,8 млн безкінних. Наділ землі на душу Б. с. зменшився з 1861 по 1917 в 5 раз. Гостре малоземелля, непосильні викупні платежі і податки, залишки кріпосництва (збереження здольщини і відробітків) — все це вкрай плюндрувало бідне селянство.
Економічне становище та політичне безправ'я Б. с. зближує її з пролетаріатом, і тому вона є надійним його союзником у революц. боротьбі проти поміщиків і капіталістів. Селянська біднота на Росії була оплотом у Жовтн. революції. Після Жовтневого перевороту, згідно з ленінським декретом про землю, селянська біднота одержала землі, конфісковані у поміщиків та капіталістів.
Влітку 1918 для подолання куркульського опору були створені Комітети бідноти, які забрали і передали бідним селянам 50 млн га куркульської землі і значну кількість с.-г. реманенту. В Україні в травні 1920 створено Комітети незаможних селян (комнезами), які були опорними пунктами диктатури пролетаріату на селі. Комнезами відіграли велику роль у проведенні в життя радянських законів про наділення землею безземельних і малоземельних селян, у розгромі куркульства і боротьбі з бандитизмом. В результаті одержання землі та інших перетворень більше половини Б. с. стало середняками. Але дрібнотоварне господарство не могло докорінно поліпшити економічне становище всієї Б. с. В період непу Рад. влада подавала велику допомогу Б. с. кредитами, реманентом, насінням, створювала виробничі кооперативи. Лише суцільна колективізація сел. господарства і ліквідація на її основі куркульства як класу знищили коріння класового розшарування селянства, відкрили йому вірний шлях до заможного життя.
В країнах, що після другої світової війни стали на шлях будівництва соціалізму, проведено аграрні реформи. Народна влада наділила землею і с.-г. реманентом безземельних та малоземельних селян, подала їм допомогу створенням МТС, кредитами, розгортанням різноманітних видів кооперації.